# Claude Balbastre
Claude Balbastre, także Claude Balbâtre (ur. 8 grudnia 1724 w Dijon, zm. 9 maja 1799 w Paryżu) – francuski kompozytor tworzący w epoce baroku. Swoje dzieła pisał głównie na organy, klawesyn oraz fortepian, za życia zdobył znaczącą popularność. Nie należy mylić go z jego młodszym bratem, Claude-Bénigne Balbastre (fl. 1727-37).

## Życie
Claude Balbastre urodził się w Dijon w 1724. Dokładna data urodzenia kompozytora była tematem dyskusji, aż do odnalezienia metryki chrztu, w której widniała data 8 grudnia 1724.
Balbastre był 16. dzieckiem w rodzinie. Pierwsze lekcje muzyki pobierał od ojca, który był kościelnym organistą. Następnie uczył się pod opieką Claude Rameau, brata słynnego kompozytora Jean-Philippe Rameau.
W 1750 roku Balbastre przeniósł się do Paryża i został organistą w Kościele Saint Roch. Dzięki pomocy ze strony Jean-Philippe Rameau, Balbastre szybko stał się znany wśród paryskich wyższych sfer, dzięki zaczął grać w Concert Spirituel aż do 1782. Claude Balbastre był również organistą w Katedrze Notre-Dame, klawesynistą na królewskim dworze, gdzie uczył gry Marię Antoninę, oraz organistą hrabiego Prowansji Ludwika Stanisława Ksawerego de Bourbon, który później stał się królem Francji Ludwikiem XVIII.
Balbastre był tak popularny, że arcybiskup Paryża zabronił mu grania w kościele Saint Roch podczas niektórych nabożeństw, ponieważ kościół zawsze pękał w szwach, gdy grał Balbastre.
W 1763 ożenił się z Marie-Geneviève Hotteterre, wywodzącą się z rodziny muzyków. Podczas rewolucji francuskiej życie było zagrożone ze względu na koneksje z francuską arystokracją i dworem królewskim. Dostosował się jednak do sytuacji politycznej, grając publicznie rewolucyjne pieśni i hymny na organach. Pod koniec życia stracił pracę muzyka. Zmarł w Paryżu w 1799 roku.

## Dzieła
Najbardziej znane kompozycje Balbastre'a to:
- 14 koncertów organowych (do dziś przetrwał tylko jeden)
- dwa zbiory utworów na klawesyn (z 1748 oraz z 1759)
- cztery suity noëls variés na organy lub fortepian (1770).
- Wariacje na temat Marsylianki: Marche des Marseillois et l’Air Ça-ira Arrangés pour le Forte Piano / Par le Citoyen C. Balbastre / Aux braves défenseurs de la République française l’an 1792 1er de la République